# Komisja Prawdy i Pojednania (Peru)
Komisja Prawdy i Pojednania (hiszp. Comisión de la Verdad y Reconciliación) – komisja powołana przez tymczasowego prezydenta Peru Valentína Paniagua po ucieczce z kraju prezydenta Alberto Fujimoriego. Celem komisji było zbadanie przebiegu konfliktów wewnętrznych w Peru w latach 1980–2000, ustalić dokładny przebieg wydarzeń w tym okresie, wskazać osoby odpowiedzialne za popełnione akty łamania praw człowieka oraz przyczynić się do umocnienia pokoju i pojednania w społeczeństwie peruwiańskim.

## Okoliczności powołania komisji
W latach 1980–2000 ze szczególną siłą w Peru rozgrywał się zbrojny konflikt wewnętrzny między wojskiem i policją państwową oraz Grupami Samoobrony a terrorystycznymi organizacjami radykalnej lewicy: Świetlistym Szlakiem i Ruchem Rewolucyjnym im. Tupaca Amaru. 
Komisja Prawdy i Pojednania została powołana przez Rząd Tymczasowy Valentína Paniagua 4 czerwca 2001. Jego dekret został potwierdzony i uzupełniony przez prezydenta Peru Alejandro Toledo 4 września tego samego roku. Komisja miała za zadanie przestudiować wydarzenia, do jakich doszło w Peru między majem 1980 a listopadem 2000.

## Skład komisji
- Salomón Lerner Febres, rektor Papieskiego Uniwersytetu Katolickiego Peru, doktor filozofii, przewodniczący Komisji Prawdy i Pojednania
- Beatriz Alva Hart, prawniczka, była deputowana do Kongresu Republiki Peru
- Rolando Ames Cobián, socjolog i politolog
- biskup José Antúnez de Mayolo, były administrator apostolski archidiecezji Ayacucho
- Luis Arias Grazziani, oficer lotnictwa, specjalista ds. bezpieczeństwa narodowego
- Enrique Bernales Ballesteros, doktor nauk prawnych, konstytucjonalista, dyrektor wykonawczy Komisji Prawników Andyjskich
- Carlos Iván Degregori Caso, antropolog, profesor uniwersytetu w San Marcos
- ks. Gastón Garatea Yori, duchowny i działacz społeczny
- Humberto Lay Sun, architekt, duchowny ewangelicki
- Sofía Macher Batanero, socjolożka, działaczka na rzecz praw człowieka
- Alberto Morote Sánchez, były rektor uniwersytetu w Huamandze
- Carlos Tapia García, politolog
- biskup Luis Bambarén Gastelumendi, biskup Chimbote, przewodniczący Konferencji Episkopatu Peru, członek-obserwator[3].

## Efekty pracy
W ciągu szesnastu miesięcy działania Komisja Prawdy i Pojednania zebrała ok. 17 tys. zeznań, dokumentując 11500 wydarzeń, w czasie których złamane zostały prawa człowieka. W czasie organizowanych przez instytucję publicznych przesłuchań osoby, które przeżyły konflikt lub krewni jego ofiar opisali ponad 400 takich sytuacji, z czego ponad 300 stanowiło poważne przypadki złamania praw człowieka. Komisja zidentyfikowała ponad 4600 cmentarzy na całym terytorium Peru, potwierdzając istnienie ponad 2200.
W raporcie końcowym Komisji Prawdy i Pojednania zawarto wnioski dotyczące całokształtu konfliktu wewnętrznego w Peru. Według raportu ustalono 23969 przypadków śmierci lub zaginięcia bez śladu wskutek walk. Z tych samych ustaleń wynika, że za 54% z tych przypadków odpowiedzialny był Świetlisty Szlak, 36% - siły wojskowe i policyjne, 1,5% - Ruch Rewolucyjny im. Tupaca Amaru.